# Lista över öar i Malaysia
Detta är en lista över öar i Malaysia. Enligt the Department of Survey and Mapping i Malaysia finns det totalt 878 öar i landet. Delstaten Sabah har det största antalet öar med 394. Bortsett från detta har Malaysia också 510 geografiska landformer utanför kusten som inkluderar stenar, sandbankar och åsar. År 2015 rapporterades det att Malaysia fortfarande har över 535 namnlösa öar, vilket gör att regeringen känner sig tvungen att agera snabbt för att förhindra att grannländerna tar över alla öar. De flesta öar i delstaten Sabah har fått namn enligt ett uttalande från the State Land and Survey Department director.

## Större öar
Öar över 250 000 kvadratkilometer
- Borneo (delad med Indonesien och Brunei)

Öar över 200 000 kvadratkilometer
- Sebatik, Sabah (delad med Kalimantan Utara, Indonesien)
- Banggi, Sabah
- Bruit, Sarawak
- Langkawi, Kedah
- Pinang, Pinang

Bestridda öar
- Spratlyöarna

## Mindre öar

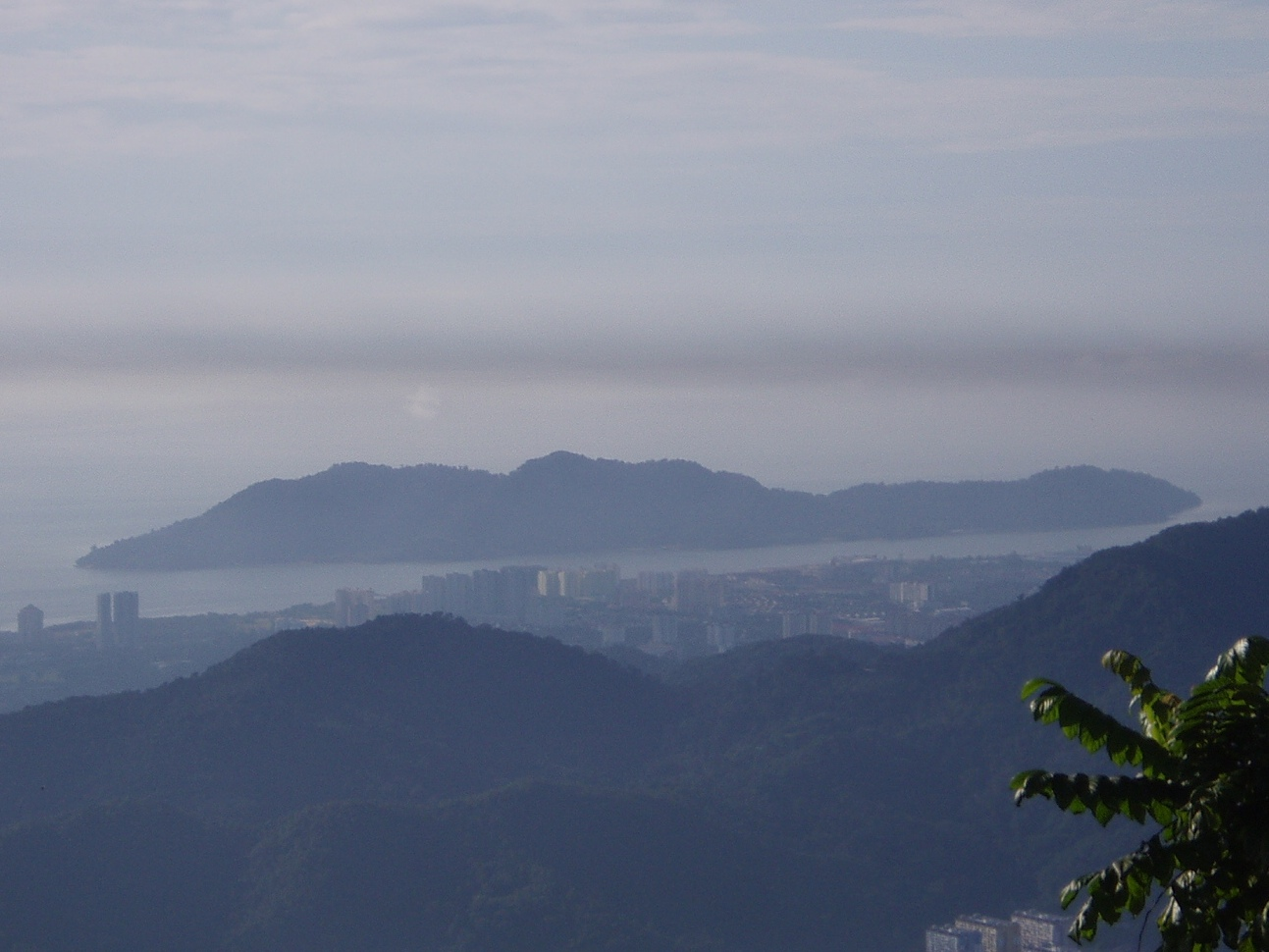
Jerejak.

Öar under 200 000 kvadratkilometer

- Aman, Penang
- Aur, Johor
- Batik, Sabah
- Balambangan, Sabah
- Berhala, Sabah
- Big, Malacca
- Big, Mersing, Johor
- Betong, Penang
- Bidong, Terengganu
- Bodgaya, Sabah
- Bohayan, Sabah
- Boheydulang, Sabah
- Bum Bum, Sabah
- Carey, Selangor
- Dinawan, Sabah
- Dayang(en), Johor
- Duyong, Terengganu
- Gedung, Penang
- Gaya, Sabah
- Indah, Selangor
- Jambongan, Sabah
- Jerejak, Penang
- Kalumpang, Sabah
- Kapalai, Sabah
- Kapas, Terengganu
- Jarak, Perak
- Kalampunian, Sabah
- Kendi, Penang
- Pulau Ketam, Selangor
- Klang, Selangor
- Kukup, Johor
- Kuraman, Labuan
- Labuan, Labuan
- Lang Tengah, Terengganu
- Lankayan, Sabah
- Layang Layang, Sabah
- Libaran, Sabah
- Ligitan, Sabah
- Lumut, Selangor
- Mabul, Sabah
- Malawali, Sabah
- Mamutik, Sabah
- Manukan, Sabah
- Mantanani, Sabah
- Mataking, Sabah
- Malacca, Malacca
- Montokud, Sabah
- Pababag, Sabah
- Pangkor, Perak
- Payar, Kedah
- Pemanggil, Johor
- Perak, Kedah
- Perhentian, Terengganu
- Rawa, Johor
- Redang, Terengganu
- Rimau, Penang
- Sakar, Sabah
- Sapi, Sabah
- Selingan, Sabah
- Sepanggar, Sabah
- Sibu, Johor
  - Sibu Besar
  - Sibu Tengah
  - Sibu Kukus
  - Sibu Hujung
- Sipadan, Sabah
- Sulug, Sabah
- Tabawan, Sabah
- Tengah, Johor
- Tenggol, Terengganu
- Tiga, Sabah
- Tigabu, Sabah
- Daat, Sabah
- Tikus, Penang
- Timbun Mata, Sabah
- Tinggi, Johor
- Tioman, Pahang
- Tukun Perak, Kedah
- Tukun Tengah, Penang
- Rusa, Kelantan
- Wan Man, Terengganu

## Andra ögrupper, naturskyddsområden och nationalparker
- Taman Negara Tunku Abdul Rahman, Sabah
- Tun Sakaran Marine Park, Sabah
- Kawasan Perlindungan Marin Kepulauan Sugud, Sabah
- Taman Pulau Penyu, Sabah